# یواس‌اس فاریون (اف‌اف‌جی-۲۲)
یواس‌اس فاریون (اف‌اف‌جی-۲۲) (به انگلیسی: USS Fahrion (FFG-22)) یک کشتی بود که طول آن ۴۵۳ فوت (۱۳۸ متر), در کل بود. این کشتی در سال ۱۹۷۹ ساخته شد.